# Bradford (nome)
Bradford  è un nome proprio di persona inglese maschile.

## Varianti
- Ipocoristici: Brad[1][3]

## Origine e diffusione
Riprende il cognome inglese Bradford, a sua volta tratto da vari toponimi di origine inglese antica composti da brad ("ampio", "largo") e ford ("guado"), aventi quindi il significato di "guado ampio" (in inglese moderno, broad ford).

## Onomastico
Il nome è adespota, ossia privo di santo patrono; l'onomastico si può festeggiare il 1º novembre, in occasione di Ognissanti.

## Persone

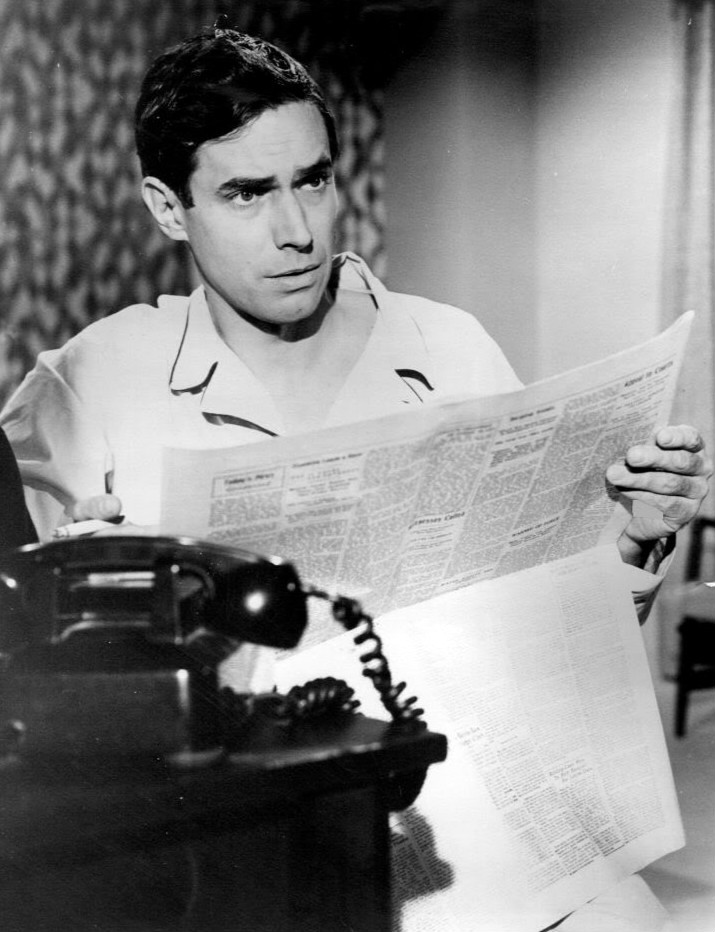
Bradford Dillman

- Bradford Burgess, cestista statunitense
- Bradford Cox, musicista statunitense
- Bradford Dillman, attore statunitense
- Bradford Jamieson IV, calciatore statunitense
- Bradford Kelly, chitarrista australiano naturalizzato statunitense
- Bradford Young, direttore della fotografia statunitense

## Il nome nelle arti
- Bradford Meade è un personaggio della serie televisiva Ugly Betty.